# ماساو كوجا
ماساو كوجا (باليابانية: 古賀政男؛ بالكانا: こが まさお) هو عازف قيثارة وملحن ياباني، ولد في 18 نوفمبر 1904 في أوكاوا في اليابان، وتوفي في 25 يوليو 1978.

## وصلات خارجية
- ماساو كوجا على موقع IMDb (الإنجليزية)
- ماساو كوجا على موقع ميوزك برينز (الإنجليزية)
- ماساو كوجا على موقع ديسكوغز (الإنجليزية)
- ماساو كوجا على موقع قاعدة بيانات الفيلم (الإنجليزية)